# Полювання на лиса (фільм, 1966)
«Полювання на лиса» (італ. Caccia alla volpe, англ. After The Fox) — кінофільм спільного виробництва Великої Британії, Італії та США, режисером якого був Вітторіо де Сіка.

## Сюжет
Злодій «високої кваліфікації» Альдо Ванучі (Пітер Селлерс), що має кличку «Лис», втікає з тюрми щоб викрасти золоті злитки вартістю три мільйони доларів. Для цього йому навіть не потрібні ключі від численних ґрат в'язниці. Злитки мають бути перевезені з Каїру до Риму і це буде здійснювати велика кількість людей. Тому Ванучі придумав план щоб не тільки обдурити спостерігачів, але й щоб вони допомогли йому здійснити це викрадення. Він видає себе за режисера-неореаліста Федеріко Фабрізі, що знімає фільм «Золото Каїру» на березі моря серед білого дня, а золото — це ніби частина реквізиту. Щоб надати зйомкам фільму більшої правдоподібності, він запрошує на головну роль відомого американського актора Тоні Павела (Віктор Метюр). Чи вдасться Ванучі здійснити свій план?

## Ролі виконують
- Пітер Селлерс — Альдо Ванучі / Федеріко Фабрізі
- Віктор Матуре[it] — Тоні Павел
- Бріт Екланд — Джіна Вануччі / Джіна Романтіка
- Мартін Болсам — Гаррі
- Акім Таміров — Окра
- Паоло Стоппа — Поліо
- Тіно Буацеллі — Сепі
- Марія Грація Бучелла — міс Окра
- Роберто де Сімоне — Марчелло

## Навколо фільму
- На основі фільму «Полювання на лиса» у 2010 році був знятий боллівудський фільм «Тіс Маар Хан»[en].